# Glen Spey
Glen Spey es una destilería de whisky escocés de malta situada en la orilla del arroyo Rothes, cerca del castillo homónimo, en la región de Speyside. Pertenece a Diageo y es uno de los ingredientes claves del whisky J&B.

## Historia
La destilería fue creada por James Stuart tras separarse de sus socios de Glenrothes con intención de disponer de un nuevo malta para añadir a su Macallan. Inicialmente recibió el nombre de Millhaugh La creación de la nueva destilería tan cerca de la de sus antiguos socios llevó a largas disputas por los derechos del agua. Finalmente, la destilería se registró en 1884] y produjo su primer whisky un año después.
Sin embargo, en 1887 fue vendida a Gilbeys, un destilador de ginebra de Londres que también poseía Strathmill y que siete años después compraría Knockando. Gilbeys se fusionó más tarde con Justerini & Brooks cuando Glen Spey ya se había convertido en uno de los ingredientes de la fórmula del J&B. En 1962 Gilbeys se convirtió en International Distillers & Vintners (IDV), tras una larga colaboración con United Wine Traders, que había sido absorbida por Justerini & Brooks en 1952.
Watney Mann compró la compañía en 1972, y cayó bajo el control de Grand Metropolitan, que se convertiría en Diageo tras su fusión con Guinness.
Se produjo una alteración importante en la destilería tras las obras que tuvieron lugar entre los años 1969 y 1970. En ellas el número de alambiques se duplicó y las plantas de malteado se transformaron en los almacenes de la destilería.
Como la mayoría de las destilerías de Escocia, Glen Spey estuvo cerrado durante las dos guerras mundiales, debido a la falta de cebada.

## Producción
Toda la producción se utiliza en whiskys blended ya que Glen Spey entra en la composición del J&B y del Royal Spey.
Los únicos whiskys de malta que se comercializan proceden de fabricantes independientes, o se encuentran en la colección de la UDV de "Fauna y Flora", por lo que el malta Glen Spey 12 años con 43% APV es bastante raro.